# Stade de la Schützenwiese
Le stade de la Schützenwiese est un stade de football situé à Winterthour, dans le canton de Zurich, en Suisse et sur lequel évolue le FC Winterthour.

## Utilisation
- Matchs à domicile du FC Winterthour en Super Ligue